# 田中勤 (陸軍軍人)
田中 勤（たなか つとむ、1890年（明治23年）2月16日 - 1974年（昭和49年）1月8日）は、大日本帝国陸軍軍人。最終階級は陸軍中将。

## 経歴
1890年（明治23年）に愛知県で生まれた。陸軍士官学校第25期、陸軍大学校第35期卒業。イギリス駐在を経て、1937年（昭和12年）8月2日に陸軍歩兵大佐進級と同時に歩兵第73連隊長に着任し、1938年（昭和13年）7月に第4師団参謀長に転じた。
1939年（昭和14年）8月1日に陸軍少将進級と同時に第17歩兵団長（第13軍・第17師団）に転じ、日中戦争に出動。徐州を根拠地とし、各作戦に出動。1941年（昭和16年）8月に独立混成第15旅団長（北支那方面軍）に就任し、北京を根拠地とし、冀東作戦などに参加。1942年（昭和17年）8月1日に第61独立歩兵団長（東部軍）に転じ、12月1日に陸軍中将に進級した。1943年（昭和18年）3月18日に第61師団長（第13軍）に親補され、南京周辺で治安維持に当たりつつ、広徳作戦などに参加。その後上海に移駐し、連合軍の上陸に備える中で終戦を迎えた。
1948年（昭和23年）1月31日、公職追放仮指定を受けた。

## 栄典
勲章等
- 1940年（昭和15年）8月15日 - 紀元二千六百年祝典記念章[5]